# Säby distrikt, Västmanland
Säby distrikt är från 2016 ett distrikt i Hallstahammars kommun och Västmanlands län.
Distriktet ligger söder om Hallstahammar.

## Tidigare administrativ tillhörighet
Distriktet inrättades 2016 och utgörs av socknen Säby i Hallstahammars kommun.
Området motsvarar den omfattning Säby församling hade vid årsskiftet 1999/2000.